# إدوارد كروس
إدوارد كروس (بالإنجليزية: Edward Cross)‏ هو محامي وقاضي وسياسي أمريكي، ولد في 11 نوفمبر 1798 في الولايات المتحدة، وتوفي في 6 أبريل 1887 في الولايات المتحدة. حزبياً، نشط في الحزب الديمقراطي. وقد انتخب عضو مجلس النواب الأمريكي.